# 小林太郎
小林 太郎（こばやし たろう、1990年6月26日 - ）は、日本のシンガーソングライター。静岡県浜松市出身。
高校生時代にバンド「小林太郎とマサカリカツイダーズ」で音楽番組主催音楽イベント優勝し、高校卒業後ソロ活動スタート。その後、バンド「小林太郎とYE$MAN」を結成。（ギター、ボーカル）後、ソロ活動に専念。

## 来歴
2008年
テレビ番組「ストリートファイターズ」内の企画「ストファイHジェネ祭り'08」にバンド「小林太郎とマサカリカツイダーズ」で出場（ギターボーカル）、優勝を果たす。
2009年
12月 - ソロプロジェクト始動が発表される。
2010年
1月6日 - 公式ホームページがオープン。
1月13日 - 1st Album「Orkonpood」がタワーレコード先行リリース。
4月14日 - ボーナス・トラック「リバース」を加えた全国流通盤がリリース。
2011年
2011年夏より新たに吉田隼人（ベース）、高田風（ギター）、高梨貴志（ドラムス）をバンドメンバーに迎え「小林太郎とYE$MAN」として活動を始める。
2012年
1月20日 - 再びソロで活動再開を報告。
7月11日 - アルバム「MILESTONE」でメジャーデビュー。
2017年
4月2日 - 公式サイトにて昨年、一般女性と結婚したことを発表。
2018年
5月23日 - 自主レーベル「MOTHERSMILK RECORD」より5曲入りCD「SQUEEZE」を発表。
2022年
1月26日 - 自主レーベル「MOTHERSMILK RECORD」より11曲入りアルバム「合法」を発表。
12月1日 - DOLCESTARへの所属を発表。

## 人物
- 「小林太郎とマサカリカツイダーズ」時代は、奇抜な衣装と独特のMCで観客の笑いを誘う、といったユーモラスな存在を維持していた。
- 「小林太郎」名義で活動を始めてからは、一変して謎に満ちた魅力を放つ。
- フライングVとボーダーの服がトレードマークで、公式キャラクターのデザインにもなっている。
- 大好物は、茶碗蒸し。

## 影響
- ヴォーカリストとしては小学5年生時に実家が経営していたカラオケバーでポルノグラフィティの「アゲハ蝶」を歌った際、「太郎は音程がいいね」と褒められたことが嬉しくて歌うのが好きになったと語っている。初めて買ったCDはCHEMISTRYの「You Go Your Way」で、他にはCHAGE and ASKA、Mr.Childrenを好んで聞いていた。
- バンドマンを目指すようになったのはBUMP OF CHICKENに出会い、「こんな音作りをしてみたい」と思ったことがきっかけであった。この時に好きだったバンドとしては他にASIAN KUNG-FU GENERATIONやELLEGARDENを挙げている。また中学3年時には初めてのバンドを組み、文化祭でL'Arc〜en〜Cielの「Heaven's Drive」を演奏した。
- 16〜17歳ころになると本格的に洋楽に興味を示すようになり、グランジやオルタナティヴ・ロックに傾倒するようになる。インディーズ時代まではヴォーカルや音作りに加え、ボーダーの服に代表されるファッション面においてもニルヴァーナや同バンドのフロントマン、カート・コバーンへの意識がうかがえる。ニルヴァーナからの影響はインタヴューでも度々口にしており、『初めてカートの歌声を聞いたときは「ロックの真髄」に触れた気がした。（ニルヴァーナから）ロックのダーティなイメージや爆発力を知った』と語っている。同じくグランジ、オルタナティヴシーンではアリス・イン・チェインズ、サウンドガーデン、ソニック・ユース、ダイナソーJr.、コーン、リンキン・パーク、トゥールのメイナード・ジェームス・キーナン率いるア・パーフェクト・サークル等も影響を受けたバンドとして挙げている。
- オルタナティヴ・ロック以外ではビートルズ、キンクス、ZZトップ、エアロスミス等60〜70年代のロックンロールやパーラメント、ファンカデリック等のPファンクからの影響を口にしている。
- インディーズアルバム『Orkonpood』発売時のインタヴューでは自身の歌唱法について、『サウンドガーデンのクリス・コーネルやニッケルバックのチャド・クルーガーに憧れた。ロックもバラードも歌えて、これは最強だと思って真似した』と語った。
- メジャー1枚目のフルアルバム『tremolo』発売時のインタビューでは同アルバム収録の「星わたり」について、『GOING STEADYの「銀河鉄道の夜」を聴いて、こんな曲が書きたいと思い18歳の時に書き上げた。書き上げた時から「ここに自分の核がある」と思い、いつか必ず収録しようと思っていた』と語った。
- 2枚目のミニアルバム『IGNITE』では70年代のアメリカンハードロック調の音楽性を示し、エアロスミス、ZZトップ、AC/DCを意識した楽曲製作を行ったと語っている。 また、アルバム7曲目にはステッペンウルフの楽曲「Born to Be Wild」のカバーを収録した。さらに同アルバムの初回限定盤付属DVDにはレニー・クラヴィッツ、マルーン5、ビートルズの楽曲をカバーしたスタジオセッション映像を収録している。

## ディスコグラフィ

### インディーズ

#### 配信
- 2019年09月21日 ドラゴンキリング
- 2020年07月08日 踏み出す一歩目 2020 Remix
- 2020年10月23日 sickness
- 2021年09月06日 骨伝導[6]
- 2021年09月06日 GAMING SHOUT
- 2022年11月08日 On a Starless Night
- 2023年12月18日 奔解

### メジャー

#### 配信限定シングル
- 太陽（2013年11月6日） iTunes、DAM★うた／DAM★うたフル／DAM★コール、その他着うた／着うたフル

1. 太陽

- Armour Zone（2016年4月5日） Amazonミュージック

1. 「Armour Zone(tv size)」 作詞：マイクスギヤマ／作曲：山田信夫／編曲：高橋哲也
2. 「KAMEN RIDER AMAZONS MAIN THEME」 作曲：蓜島邦明
3. 「KAMEN RIDER AMAZONS BGM single edition」 作曲：蓜島邦明

- Armour Zone(Full Version)（2016年6月17日） Amazonミュージック、iTunes、レコチョク、テレ朝サウンド

1. 「Armour Zone」 作詞：マイクスギヤマ／作曲：山田信夫／編曲：高橋哲也
2. 「Armour Zone（オリジナル・カラオケ）」

※Armour Zoneフルサイズは「仮面ライダーアマゾンズ オリジナル・サウンドトラック」（2016年8月3日）にも収録

### バンド・スコア
- DANCING SHIVA(2010年12月31日)

## ミュージックビデオ
- サナギ
- 美沙子ちゃん
- ドラグスタ
- 飽和
- 鴉
- 答えを消していけ
- 鼓動
- 太陽
- IGNITE
- Damn
- 花音
- Jaguar
- 響
- Escape 小林太郎×Academic BANANA
- ドラゴンキリング
- 骨伝導

## タイアップ
| 曲名         | タイアップ                                                                        |
| ------------ | --------------------------------------------------------------------------------- |
| 美紗子ちゃん | テレビ朝日系「警部補 矢部謙三」主題歌                                             |
| 鼓動         | テレビ東京系「JAPAN COUNTDOWN」2013年6月度オープニングテーマ                      |
| IGNITE       | HARLEY-DAVIDSON DEMORIDE CARAVAN オフィシャルタイアップソング                     |
| Armour Zone  | Amazonプライム・ビデオ「仮面ライダーアマゾンズ」主題歌                            |
| DIE SET DOWN | Amazonプライム・ビデオ「仮面ライダーアマゾンズ Season 2」主題歌                   |
| EAT,KILL ALL | 「仮面ライダーアマゾンズ THE MOVIE 最後ノ審判」主題歌（Project.R(小林太郎、NoB)） |

## 主なライブ

### ワンマンライブ・主催イベント
- 2012年10月21日-27日（3公演） - TOUR2012 "MILESTONE"
- 2013年01月16日-19日（3公演） - 小林太郎 VS Short Tour
w/ another sunnyday/THE NAMPA BOYS/UNCHAIN
- 2013年02月18日 - 小林太郎 Ustreamスタジオ生ライブ配信
- 2013年03月02日-9日（3公演） - TOUR2013 "tremolo"
- 2013年09月20日 - 小林太郎「VS Short Tour Vol.2」
w/ another sunnyday/黒猫チェルシー/LUNKHEAD/Droog/onelifecrew
- 2013年11月15日-12月5日（5公演） - 小林太郎「Tour2013“SOL Y SOMBRA”」
- 2014年03月28日 - 小林太郎 インストアライブ
- 2016年03月12日 - 3月21日（3公演）- 小林太郎「Tour2016“URBANO”」
- 2017年12月12日 - 「I WANNA DRINK TO…VOL.0」
- 2018年03月14日 - MOTHERSMILK RECORD presents 「I WANNA DRINK TO… vol.1」
- 2018年04月14日 - 招待制のライブは豆腐の角に頭でもぶつけてろ
- 2018年04月29日 - 招待制のライブはあつあつたこ焼きで上顎やけどしてしまえ
- 2018年04月30日 - 招待制のライブについておっくんと盛り上がったから2マンやるよ
- 2018年06月26日 - 小林太郎バースデー&アカバナリリース記念ライブ
- 2018年07月08日 - MOTHERSMILK RECORD presents 「I WANNA DRINK TO…VOL.2広島編」
- 2018年08月24日 - 「I WANNA DRINK TO... vol.3」
- 2018年11月18日 - 小林太郎 vs Academic BANANA 特別編〜今回のツアーは北の国から〜
- 2018年11月25日 - 小林太郎 vs Academic BANANAオープニングアクト募集オーディションLIVE
- 2018年12月14日 - 小林太郎 vs Academic BANANAスプリットEPリリース記念ツアー〜東京編〜
- 2018年12月23日 - 小林太郎 vs Academic BANANAスプリットEPリリース記念ツアー〜浜松編〜
- 2018年12月28日 - 小林太郎 vs Academic BANANAスプリットEPリリース記念ツアー〜大阪編〜
- 2019年01月20日 - 「I WANA DRINK TO… VOL.4」〜廣島へ逃亡編〜
- 2019年04月19日 - 小林太郎×Academic BANANA

『ESCAPE』Release Party!!
- 2019年08月25日 - 小林太郎 真夏のWANG★MANG2019
- 2019年09月23日 - ワンマンライブ合同アフターパーティー
- 2020年02月29日 - 小林太郎ワンマンLIVE「お花見WANG★MANG2020」大阪→中止
- 2020年03月08日 - 小林太郎ワンマンLIVE「お花見WANG★MANG2020」東京→中止
- 2021年09月27日 - マザミFES→延期
- 2022年04月28日 - マザミFES Vol.1
- 2022年11月06日 - 07日『On a Starless Night』～ホシノナイヨルニ～

### 配信ライブ
- 2021年03月28日 - 小林太郎 アコースティック配信ライブ2021春
- 2021年06月26日 - 小林太郎 バースデーライブ配信
- 2021年10月09日 - マザミFES Vol.0
- 2021年10月10日 - マザミFES Vol.0 アフタートーク
- 2021年12月12日 - Stella Magna スペシャルライブinグラブルフェス2021
- 2022年02月16日 - 小林太郎"合法"リリース記念ライブ配信

## 出演

### ラジオ番組
- 小林太郎とキヅカイモンスターズ[8]（K-MIX、2011年1月1日 - 2012年9月29日・土曜25:30 - 26:00）
- 小林太郎のオルタナイトラジオ[9]（K-mix、2012年10月6日 - ・土曜25:30 - 26:00）

### ゲーム
- 「グランブルーファンタジー」（2018年） - 歌唱担当
- 「ブラックスター -Theater Starless-」（2019年） - 晶Singer
- 「最響カミズモード!」（2020年） - ブロードロン テーマソング担当